# Dimovo, Smolean
Dimovo (în bulgară Димово) este un sat în comuna Smolean, regiunea Smolean,  Bulgaria. 

## Demografie
Componența etnică a satului Dimovo
     Nicio identificare (100%)
     Altele (0%)
La recensământul din 2011, populația satului Dimovo era de 3 locuitori. . Pentru 100% din locuitori nu este cunoscută apartenența etnică.